# Deutsch-haitianische Beziehungen
Die deutsch-haitianischen Beziehungen gehen auf die Zeit vor der Unabhängigkeit des Landes zurück. Sie waren im 19. Jahrhundert vom Handel geprägt. Im 20. Jahrhundert verloren sie durch politische Entwicklungen sowohl in Deutschland als auch in Haiti an Bedeutung.
Es bestehen diplomatische Beziehungen und beide Länder haben Botschafter ausgetauscht. Haiti ist kein Partnerland der deutschen Entwicklungszusammenarbeit.

## Geschichte und Politik
Die früheste bekannte deutsche Siedlung in der damaligen französischen Kolonie Saint-Domingue befand sich in dem Ort Bombardopolis, der südlich der Hauptstadt des Arrondissement Môle-Saint-Nicolas im Département Nord-Ouest liegt. Rund tausend deutsche Siedler kamen im 18. Jahrhundert auf Einladung Frankreichs nach Haiti und gründeten Bombardopolis, um dort Landwirtschaft zu betreiben.
Unter den französischen Truppen des Generals Charles Leclerc, die in den Jahren 1802 und 1803 die Aufstände in der Kolonie unterdrücken sollten und über 30.000 Mann stark waren, befanden sich neben holländischen und polnischen Soldaten aus den von Napoleon Bonaparte besetzten Ländern auch erneut Deutsche. Das Eingreifen General Leclercs scheiterte und Haiti erklärte sich am 1. Januar 1804 unabhängig. Die zweite Verfassung Haitis vom 20. Mai 1805 garantierte Deutschen und Polen, die sich im Land aufhielten, die vollständigen Bürgerrechte des Landes (Artikel 13).
Mitte des 19. Jahrhunderts begannen Kaufleute aus den Hansestädten Hamburg, Bremen und Lübeck, Kontore in Haiti zu eröffnen und Handelsbeziehungen aufzubauen. Deutschland hatte keine eigenen Kolonien in der Karibik. Die Handelshäuser nutzten Haiti als Basis, da das Land für den Außenhandel offen war und es nur wenig Konkurrenz aus anderen europäischen Ländern gab. Die nach Haiti entsandten Deutschen waren bereit, sich in die haitianische Gesellschaft zu integrieren. Einige Deutsche heirateten in die prominentesten Familien Haitis ein. Dadurch konnten sie das in der Verfassung verankerte Verbot für Ausländer, Land zu besitzen, umgehen.

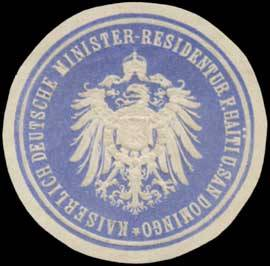
Siegelmarke Kaiserlich Deutsche Minister-Residentur für Haiti

Vor der deutschen Reichsgründung des Jahres 1871 waren die selbstständigen Hansestädte sowie Preußen mit sogenannten Ministerresidenten in Haiti vertreten. Das Deutsche Reich war seit Ende des 19. Jahrhunderts durch Konsuln und Gesandte vertreten. Im Jahr 1891 übernahm Heinrich Ernst Göring das Amt des Gesandten.
Im Jahr 1872 schickte das Deutsche Reich erstmals Kanonenboote, um Interessen deutscher Kaufleute zu unterstützen. Zur Erzwingung der Zahlung offener Forderungen lief die gedeckte Korvette Vineta in den Hafen von Port-au-Prince ein. Die Vineta, unterstützt von der Gazelle, brachte zwei haitianische Kanonenboote auf, um ihrem Auftritt Nachdruck zu verleihen. Die sogenannte „Vineta-Affäre“ führte in Haiti zu landesweiten Protesten.

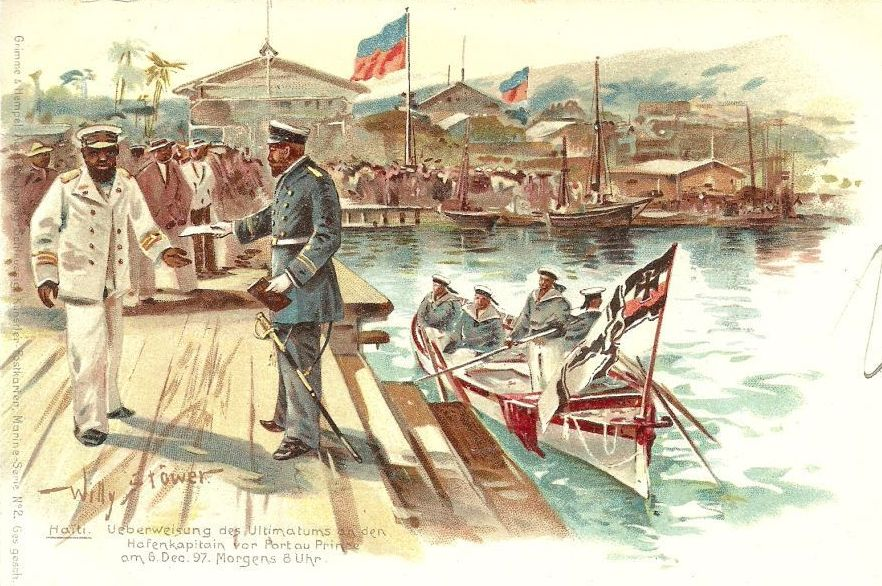
Illustration zur Affäre Lüders aus 1898

Im September 1897 kam es zu der Affäre Lüders, die lange Zeit nachwirkte. Der deutsche Kaufmann Emil Lüders wurde in Port-au-Prince in eine Schlägerei mit der Polizei verwickelt und zu einem Jahr Freiheitsstrafe verurteilt. Der damalige kaiserliche Gesandte Graf Schwerin trat zu Gunsten von Lüders ein. Er sprach im Präsidialamt vor und verlangte formell die Freilassung von Lüders. Präsident Simon-Sam lehnte dies ab. Nach Vermittlung durch die Vereinigten Staaten kam Lüders gleichwohl frei und konnte Haiti verlassen. Trotz dieser angestrebten Beendigung der Angelegenheit legten im Dezember 1897 die Kreuzerkorvette Charlotte und die Kreuzerfregatte Stein im Hafen von Port-au-Prince an. Der Kommandant der Charlotte, verlangte die Zahlung von Schadensersatz in Höhe von 20.000 US-Dollar an Lüders, die Gestattung seiner Wiedereinreise nach Haiti, eine Entschuldigung bei der Reichsregierung und das Abfeuern von 21 Schuss Salut zu Ehren der Nationalflagge des Deutschen Kaiserreiches binnen eines Ultimatums von vier Stunden. Unfähig gegen die deutschen Kriegsschiffe vorzugehen, war Präsident Simon-Sam letztlich gezwungen den deutschen Forderungen nachzugeben. Dieses verletzte den haitianischen Nationalstolz nachhaltig.
→ Hauptartikel: Die Lüders-Affäre (in: Tirésias Simon-Sam)
Im September 1902 kam es zu einem weiteren Zwischenfall. Der Hamburger Dampfer Markomannia der HAPAG, der im Liniendienst zwischen Westindien und Hamburg eingesetzt war, wurde bei der haitianischen Hafenstadt Cap-Haïtien von dem haitianischen Kanonenboot Crête-à-Pierrot gestoppt und auf Konterbande untersucht. Der Kommandant der Crête à Pierrot war ein englischer Söldner namens Read, er unterstand dem haitianischen Admiral schottischer Abstammung Hammerton Killick. Trotz der Proteste des Kapitäns und des deutschen Konsuls in Cap-Haïtien wurden Waffen und Munition beschlagnahmt und auf die Crête à Pierrot umgeladen. Die Markomannia konnte danach ihre Reise fortsetzen. Das Kanonenboot Panther erhielt daraufhin den Befehl, die Crête à Pierrot aufzubringen. Dies geschah im Hafen von Gonaïves. Als ein Prisenkommando zur Crête à Pierrot übersetzte, erfolgten an Bord mehrere Explosionen. Das Schiff wurde unter Feuer genommen und sank auf den Grund des Hafenbeckens.
Im Jahr 1910 kontrollierten Deutsche in Haiti rund 80 % des Außenhandels des Landes. Obwohl die Zahl der in Haiti lebenden Deutschen nur etwa 200 betrug, verfügten sie über ein unverhältnismäßig großes Maß an wirtschaftlichem Einfluss. Sie besaßen und betrieben beispielsweise Versorgungsbetriebe in Port-au-Prince und Cap-Haïtien und kontrollierten den Hafenbetrieb in Port-au-Prince.
Als die Vereinigten Staaten Haiti während des Ersten Weltkriegs im Jahr 1915 besetzten, wurden alle Deutschen interniert und ihr Eigentum beschlagnahmt. Im Juli 1918 erklärte das besetzte Haiti dem deutschen Kaiserreich den Krieg. Nach Ende des Ersten Weltkriegs verließen die meisten Deutschen Haiti aufgrund der anhaltenden amerikanischen Besatzung des Landes und der daraus resultierenden feindseligen Stimmung. Die Deutschen, die blieben, waren diejenigen, die auf der Insel familiäre Bindungen aufgebaut hatten.

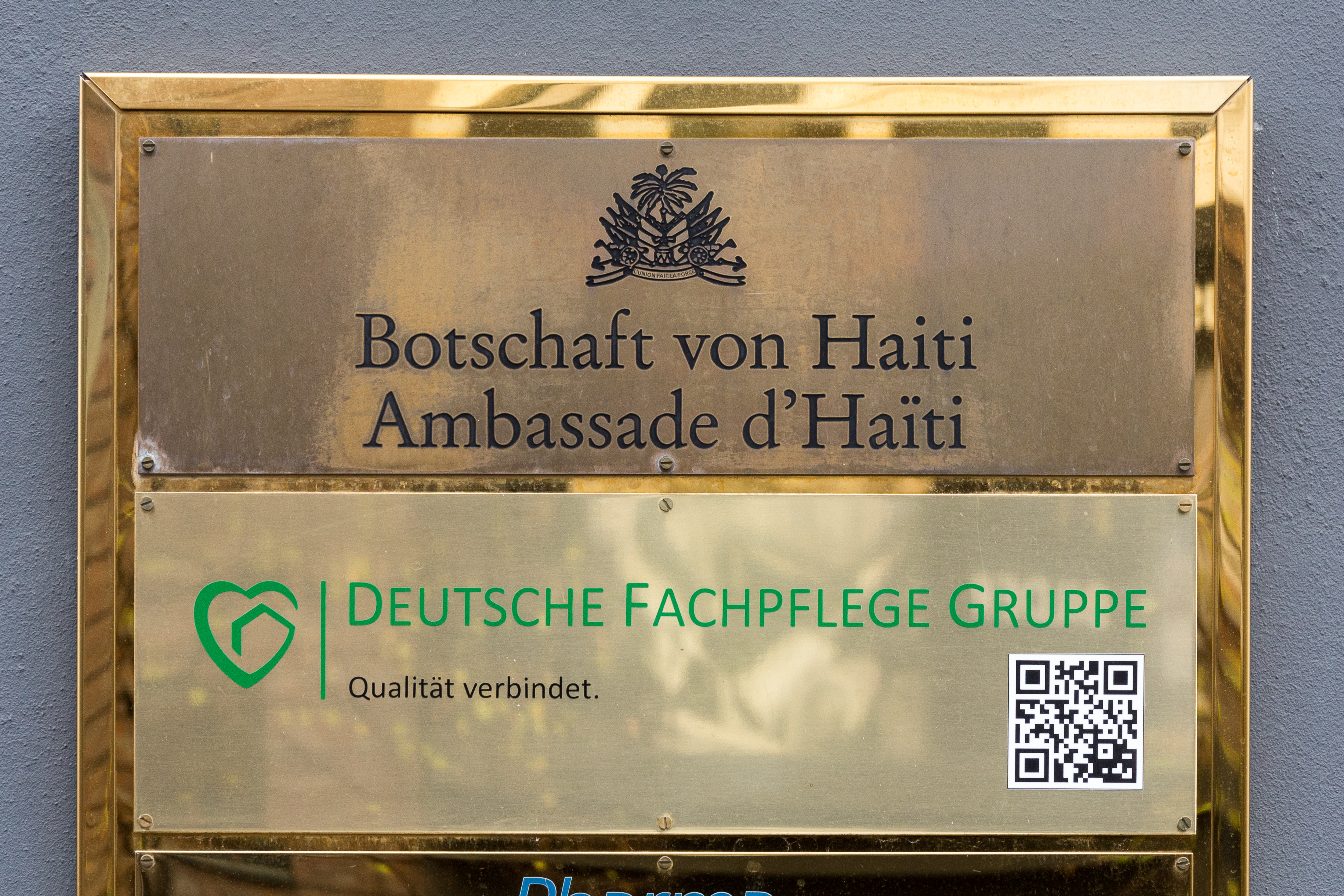
Berlin - Botschaft von Haiti 2019

Als Haiti 1940 während des Zweiten Weltkriegs Deutschland den Krieg erklärte, wurden erneut alle deutschen Besitztümer beschlagnahmt. Deutsche Haitianer, die ihre deutsche Staatsangehörigkeit behielten, wurden inhaftiert. 1942 wurden diese internierten Deutschen auf Ersuchen der Amerikaner in die Vereinigten Staaten verbracht. Erst 1946, als Dumarsais Estimé Präsident Haitis wurde, konnten die damals auf Ellis Island, New York, einsitzenden Deutschen nach Haiti zurückkehren.

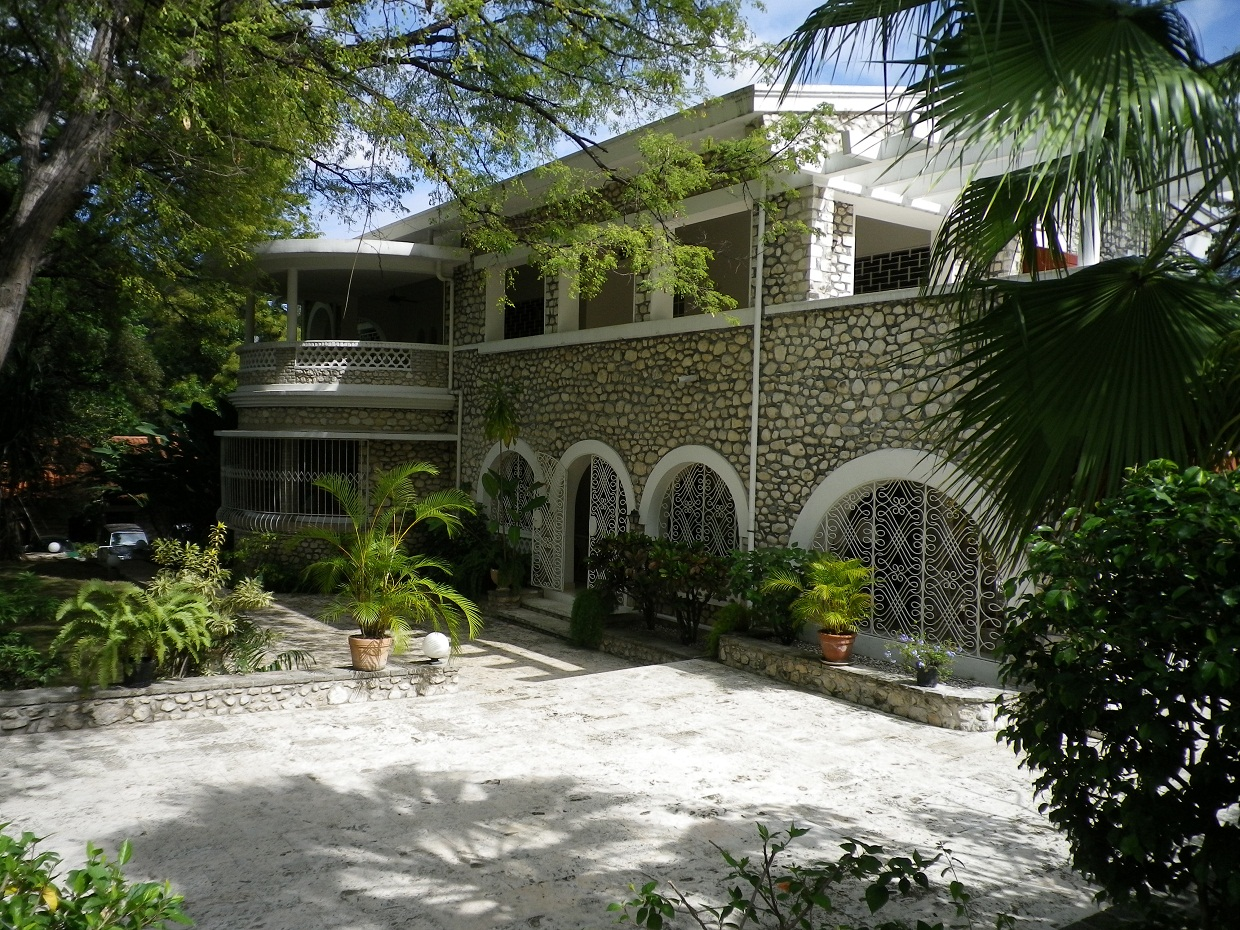
Residenz der deutschen Botschaft in Haiti 2012

Nach Wiederaufnahme der diplomatischen Beziehungen wurde Kurt Luedde-Neurath im Jahr 1958 erster Botschafter der Bundesrepublik Deutschland in Port-au-Prince. Im gleichen Jahr eröffnete Franck M. Beauvoir die haitianische Botschaft in Bonn.
Nach dem Erdbeben vom 12. Januar 2010 bei Port-au-Prince leisteten deutsche Hilfseinrichtungen in großem Stil humanitäre Unterstützung.
→ Hauptartikel: Deutsche Hilfsmaßnahmen (in: Erdbeben in Haiti 2010)
Der Bundesminister für wirtschaftliche Zusammenarbeit und Entwicklung, Dirk Niebel, besuchte Haiti im Jahr 2010. Bundesaußenminister Guido Westerwelle traf bei einem Kurzbesuch im Jahr 2011 unter anderem mit Präsident Michel Martelly zusammen.
Angesichts der Krise in Haiti seit 2018 wurde die deutsche Botschaft dort im Jahr 2023 für den Publikumsverkehr geschlossen. Der Botschafter reiste im Jahr 2024 aus, da sich die Sicherheitslage weiter verschlechtert hatte. Seitdem ist das Amt des Botschafters unbesetzt.

## Bildung und Kulturaustausch
In Port-au-Prince besteht die Deutsch-Haitianische Kulturgesellschaft, die neben vom Goethe-Institut unterstützten Sprachkursen auch Veranstaltungen anbietet.
Das Goethe-Institut Mexiko ist regional auch für Haiti zuständig.
In deutschen Museen und Kunsthallen finden Ausstellungen haitianischer Malerei statt.
1974 schaffte die Haitianische Fußballnationalmannschaft das erste Mal die Qualifikation und konnte somit an der Fußball-Weltmeisterschaft in Deutschland teilnehmen. In der Vorrunde schieden sie jedoch als Gruppenletzter aus. Von 1976 bis 1978 war Josef Piontek Trainer der Haitianische Fußballnationalmannschaft. Die Qualifikation zur WM 1978 wurde nur knapp verpasst.
Am Festival International de Jazz de Port-au-Prince nahmen seit dessen Gründung im Jahr 2007 Gruppen aus Deutschland teil: Strakhof/Bauer (2008), Carsten Daerr Trio (2011), Angelina Niescier (2012), Timo Vollbrecht (2013), Jochen Rückert (2014), Thomas Siffling Trio (2016), Sebastian Schunke Quartett (2017), Marialy Pacheco & Joo Kraus (2018), Julian & Roman Wasserfuhr Duo (2019), Pat Appleton & Matti Klein Soul Trio (2020) und Jakob Manz Duo (2021).

## Deutschsprachige literarische Werke und Filme zu und über Haiti
Haiti ist seit seiner Unabhängigkeit im Jahr 1804 Gegenstand belletristischer Werke und Sachbücher in der deutschsprachigen Literatur.
Schon im Jahr 1811 schrieb Heinrich von Kleist die in Haiti spielende Novelle Die Verlobung in St. Domingo. Karl Ferdinand Philippi veröffentlichte 1826 in Dresden seine dreibändige Geschichte des Freistaats von St. Domingo (Hayti). Wilhelm Jordan veröffentlichte 1846 in Leipzig den ersten Band seiner Geschichte der Insel Hayti und ihres Negerstaates. Der zweite Band folgte 1849. 1856 erschien in Kiel die Geschichte der Insel Hayti von Heinrich Handelmann.
Der Leipziger Verlag Brockhaus veröffentlichte im Jahr 1893 Louis-Gentil Tippenhauers umfassende zweibändige Beschreibung Die Insel Haiti. 1903 kam Franz Sundstrals Aus der Schwarzen Republik: Der Neger-Aufstand auf Santo Domingo oder die Entstehungs-Geschichte des Staates Haïti in Leipzig heraus.
Karl Otten befasste sich 1931 in Der schwarze Napoleon. Toussaint Louverture und der Negeraufstand von Santo Domingo mit der Frühzeit von Haitis Unabhängigkeitsbewegung. Im selben Jahr entsteht sein Drama Expedition nach San Domingo. 1932 erschien in Wien Richard A. Loederers Wudu-Feuer auf Haiti: eine abenteuerliche Künstlerfahrt in die tropische Wunderwelt Zentralamerikas.
Der deutscher Filmregisseur und Produzent Erich Waschneck drehte 1940 seinen melodramatischen Film Zwischen Hamburg und Haiti, dessen Titel vom Norddeutschen Rundfunk für eine Dauerserie eines Reisemagazins als Hörfunksendung übernommen wurde.
1942 erschien in Hamburg Margarete Schmidt-Schütts Erfahrungsbericht Ärztin auf Haiti. Anna Seghers veröffentlichte 1949 in ihren Karibischen Geschichten die Erzählung Die Hochzeit von Haiti. 1950 folgte ihr Erzählband Drei Frauen aus Haiti. In den Jahren von 1951 bis 1961 erfolgte die Veröffentlichung von Josef Magnus Wehners Der schwarze Räuber von Haiti, Friedrich Kipps Haiti-Abenteuererzählung Das Land der Tränen, Herbert Pateras Zauberfeuer auf Haiti, Helmut Grömmers Junge nach Haiti gesucht! Eine Seefahrt mit Zwischenfällen, Karl Masts Rauch im Bao-Tal: Eine Geschichte aus den Sierras von Haiti, Rudolf Jacobs Reiseroman Sonne über Haiti und Wolfgang Cordans Erzählung Tod auf Haiti.
Hans Christoph Buch, Sohn des in Gonaïves geborenen Diplomaten Friedrich Buch, veröffentlichte 1976 Die Scheidung von San Domingo: Wie die Negersklaven von Haiti Robespierre beim Wort nahmen. 1984 folgte sein Roman Die Hochzeit von Port-au-Prince, 1990 Haïti Chérie, 2004 Tanzende Schatten oder Der Zombie bin ich und 2010 Nachruf auf einen gescheiterten Staat.
Die ZDF-Reportage Pére Aristide – Letzte Chance für Haiti. wird im Jahr 1991 von Elfie Kreiter gedreht. 1994 kam in Münster Heiner Rosendahls Haiti: hautnah: Tagebuchaufzeichnungen als UN-Beobachter in Haiti heraus.
Im Jahr 2001 erschien Gerhard Menzels Der schwarze Traum vom Glück: Haiti seit 1804. Für Arte und den WDR drehte Uli Aumüller 2011 den Dokumentarfilm Hotel Haiti. 2017 erschien Philipp Hankes Revolution in Haiti: Vom Sklavenaufstand zur Unabhängigkeit.

## Bekannte Deutsch-Haitianer
- Friedrich Buch (1906–1992), deutscher Diplomat, geboren in Gonaïves.
- Joe Gaetjens (1924–1964), Fußballspieler, Sohn eines Haitianers und einer deutschen Mutter, spielte bei der Weltmeisterschaft 1950 in der Elf der Vereinigten Staaten
- Werner Jaegerhuber (1900–1953), Komponist, Sohn des deutschstämmigen Amerikaners Anton Jaegerhuber
- Cornelia Schütt (* 1953 in Heiligenberg), Künstlername: TiCorn, Sängerin und Liedermacherin
- Jossie Graumann (* 1994 in Port-au-Prince), deutsche Leichtathletin
- Rudy Schneider (* 2000 in Port-au-Prince), deutscher Beachvolleyball- und Volleyball-Spieler[11]